# Полувешкин, Пётр Васильевич
Пётр Васильевич Полувешкин (15 августа 1900 года, д. Александровка, Самарская губерния, Российская империя — после 1985 года,  Москва) — советский военачальник, полковник (1943).

## Биография
Родился 15 августа 1900 года в деревне Александровка, ныне село в Платовском сельсовете Новосергиевском районе Оренбургской области России. Русский.

### Гражданская война
22 июня 1919 года Полвешкин был призван в РККА  и зачислен красноармейцем в 479-й стрелковый полк 2-й стрелковой дивизии Восточного фронта. Осенью дивизия была переброшена под Петроград, где вела бои с войсками генерала Н. Н. Юденича под Царским Селом, Гдовом и Ямбургом. В ноябре во время наступления на Гатчино с обмороженными ногами попал в плен и содержался в лагере военнопленных в м. Прекуле. В июле 1920 года, после заключения перемирия с Эстонией, вернулся из плена и был назначен в 498-й стрелковый полк 56-й стрелковой дивизии в город Остров.

### Межвоенное время
В июле 1921 года зачислен курсантом на 3-и	Кронштадтские курсы комсостава. После их окончания в сентябре 1923 года направлен помощником командира взвода при курсах «Выстрел». С декабря 1924 года командовал взводом в артиллерийском дивизионе полковой артиллерии 98-го стрелкового полка 33-й стрелковой дивизии ЗапВО в городе Старый Быхов. С сентября 1925 года по август 1926 года проходил подготовку на повторных курсах при Западной пехотной школе в Смоленске. После возвращения в полк назначен заместителем командира роты. Член ВКП(б) с 1926 года. 17 декабря 1928 года уволен в запас по болезни.
Работал продавцом и заведующим магазином «Конкордил», с 1930 года — заведующим магазином, заместителем директора и директором заводоуправления «Азсовхозтреста» в Москве.
В период Советско-финляндской войны в феврале 1940 года призван из запаса и зачислен командиром роты в резерв 9-й армии Северо-Западного фронта. С марта по июнь 1940 года учился на Броварских КУКС КОВО, затем был назначен командиром роты 4-го отдельного полка охраны штаба Украинского фронта в городе Проскуров. Участвовал в походе Красной армии в Бессарабию и Северную Буковину. С сентября 1940 года исполнял должность старшего адъютанта батальона 608-го стрелкового полка 46-й стрелковой дивизии. В ноябре уволен в запас.

### Великая Отечественная война
28 июня 1941 года был мобилизован в армию и направлен на переподготовку на курсы «Выстрел». В сентябре назначен командиром батальона 1098-го стрелкового полка 327-й стрелковой дивизии, формировавшейся в Воронеже. В конце октября дивизия вошла в 26-ю армию резерва Ставки ВГК, которая с 18 декабря была включена в Волховский фронт, а 25 декабря преобразована во 2-ю ударную. В ходе Любанской наступательной операции 15 января 1942 года капитан Полувешкин был тяжело ранен и находился в госпитале в городе Боровичи. По выздоровлении в феврале направлен командиром батальона курсов младших лейтенантов Волховского фронта.
С июля 1942	года командовал 1080-м стрелковым полком 310-й стрелковой дивизии, входившей в 4-ю армию Волховского фронта. Полк в составе дивизии занимал оборону по западному берегу реки Волхов в районе населенных пунктов Зеленцы, Лезно. С апреля 1943 года подполковник Полувешкин — заместитель командира 310-й стрелковой дивизии, неоднократно исполнял обязанности командира дивизии. В январе — марте 1944 года её части в составе 59-й армии принимали участие в Ленинградско-Новгородской, Новгородско-Лужской наступательных операцях. Дивизия отличилась при освобождении Новгорода, за что получила почетное наименование «Новгородская» (21.1.1944). Продолжая наступление, дивизия в составе 67-й (с 25 февраля) и 54-й (с 18 марта) армий Волховского, а с 24 апреля — 3-го Прибалтийского фронтов за три месяца прошла с боями более 400 км вплоть до Пскова, перерезав железную и шоссейную дороги Псков — Остров. В начале июня она была выведена в резерв и передислоцирована на Карельский фронт в 7-ю армию, где участвовала в Свирско-Петрозаводской наступательной операции.
С 26 августа 1944 года полковник Полувешкин исполнял должность командира 18-й стрелковой Мгинской Краснознаменной ордена Суворова дивизии. В январе 1945 года она из резерва Ставки ВГК была передана в 19-ю армию 2-го Белорусского фронта и в ее составе воевала до конца войны. Участвовала в Восточно-Прусской и Восточно-Померанской наступательных операциях, в освобождении северных районов Польши. За овладение городом и военно-морской базой Гдыня была награждена орденом Кутузова 2-й степени (17.5.1945).
За время войны был четыре раза персонально упомянут в благодарственных в приказах Верховного Главнокомандующего.

### Послевоенное время
После войны с июля по сентябрь 1945 года состоял в распоряжении Военного совета СГВ, затем Главного управления кадров НКО СССР.
27 июня 1946 года уволен в запас по болезни в звании полковника.
Работал заместителем директора и директором Московского завода шампанских вин.

## Награды
- три ордена Красного Знамени (13.02.1944[4],  27.04.1945[5], 11.06.1945[6])
- два ордена Отечественной войны I степени  (23.07.1944[7], 06.04.1985[8]
- два ордена Красной Звезды  (01.02.1942[9], 10.11.1945[10])

медали в том числе:
- - «За боевые заслуги» (03.11.1944)[10];
  - «За оборону Ленинграда»;
  - «За оборону Советского Заполярья»;
  - «За победу над Германией в Великой Отечественной войне 1941—1945 гг.»
  - «Ветеран труда»;

Приказы (благодарности) Верховного Главнокомандующего в которых отмечен П. В. Полувешкин.
- За овладение городом Штольп — важным узлом железных и шоссейных дорог и мощным опорным пунктом обороны немцев в Северной Померании. 9 марта 1945 года. № 297
- За овладение важными опорными пунктами обороны немцев на подступах к Данцигу и Гдыне — городами Тчев (Диршау), Вейхерово (Нойштадт) и выход на побережье Данцигской бухты севернее Гдыни, с занятием города Пуцк (Путциг). 12 марта 1945 года. № 299.
- За овладение штурмом городом Гдыня — важной военно-морской базой и крупным портом на Балтийском море. 28 марта 1945 года. № 313.
- За овладение городом Свинемюнде — крупным портом и военно-морской базой немцев на Балтийском море. 5 мая 1945 года. № 362.